# Перито Морено
Перито Морено (шп. Perito Moreno) је глечер у Патагонији (у аргентинској провинцији Санта Круз) и један је од највећих резерви слатке воде у свету. Такође је једна од најпопуларнијих туристичких атракција аргентинске Патагоније.
Глечер је широк око 5 км, а висина му је око 80 метара изнад нивоа мора. Дубина леда му је око 170 метара, и то је један од три глечера који су у порасту.
Глечер је са својим окружењем 1973. године постао Перито Морено национални парк, а поред њега ту су још језера, водопади, као и делови Патагонијске степе.
Његов јужни крак протеже се до језера Архентино. Креће се просечном брзином од 2 метра дневно, што је око 700 метара годишње. Најближи град до Перита Морена је Ел Калафате (80 км).
Добио је име по Франсиску Паскасију Морену (1852—1919), аргентински научник, природњак и истраживач.

## Занимљивости
Године 2013, тенисери Новак Ђоковић и Рафаел Надал су одиграли егзибициони меч на леденој реци глечера Перито Морено, под покровитељством Националног института за туристичку промоцију Аргентине.